# Будівля Стортингу
Будівля Сто́ртингу (норв. Stortingsbygningen) — резиденція парламенту Норвегії. Розташована на центральній вулиці Осло за адресою вулиця Карла Юхана, 22. Зведена за проектом шведського архітектора Еміля Віктора Лангле у 1860 — 1866 роках. Виконана у неороманському стилі з поєднанням архітектурних традицій Італії, Франції та скандинавських країн. Пізніша добудова, спроектована норвезьким архітектором Нільсом Холтером і композиційно з'єднана з головною будівлею, зведена у стилі функціоналізму у 1959 році. Поєднання архітектури Лангле (неороманський стиль) та Холтера (функціоналізм) в дизайні будівлі дає підстави говорити про еклектичний характер архітектурного стилю споруди.  
У березні 2016 року урочисто святкувалося 150-річчя функціонування будівлі стортингу. Як публічна будівля і архітектурна пам'ятка (культурне надбання) будівля стортингу відкрита для відвідувачів (у тому числі екскурсійних груп з гідом) протягом цілого року у встановлені години. Для відвідувачів засідань стортингу на балконі сесійної зали передбачено спеціальні місця.

## Історія

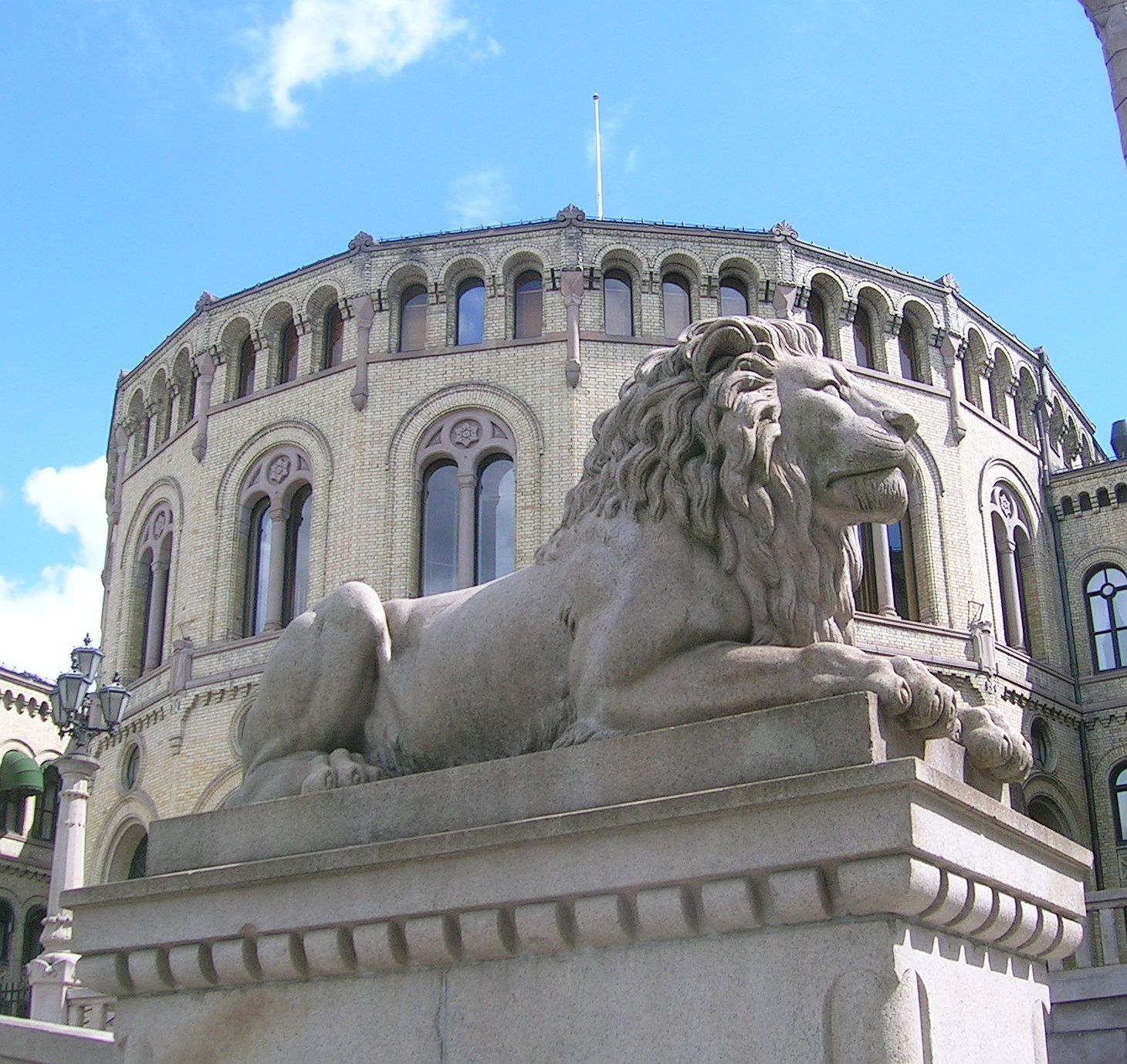
Фігури двох норвезьких левів роботи скульптора охороняють головний вхід до Стортингу з 1865 року

Створення постійного парламенту Норвезького Королівства було передбачене Конституцією 1814 року. Новостворений законодавчий орган розпочав зустріч в Христіанії. З 1854 року депутати почали використовувати велику залу Королівського університету Фредеріка. Однак виникли пропозиції про будівництво власної будівлі . 1836 року почалися роботи з підготовки до будівництва. Було запропоновано 12 місць в центрі Осло, між Королівським палацом та Східним вокзалом.
Конкурс відбувся 1856 року, в ньому перемогли архітектори Генріх Ернст Ширмер та Вільгельм фон Ганно. Однак Парламент ухвалив рішення відхилити пропозицію, тому що будівля була дуже схожою на церкву. 
Нова пропозиція шведського архітектора Еміля Віктора Лангле набрала 59 голосів проти 47 (18 травня 1860 року). Будівництво розпочалося 3 серпня 1860, наріжний камінь було закладено 10 жовтня 1861. Вартість будівництва — 957332 крон. Парламент переїхав 5 березня 1866 року.

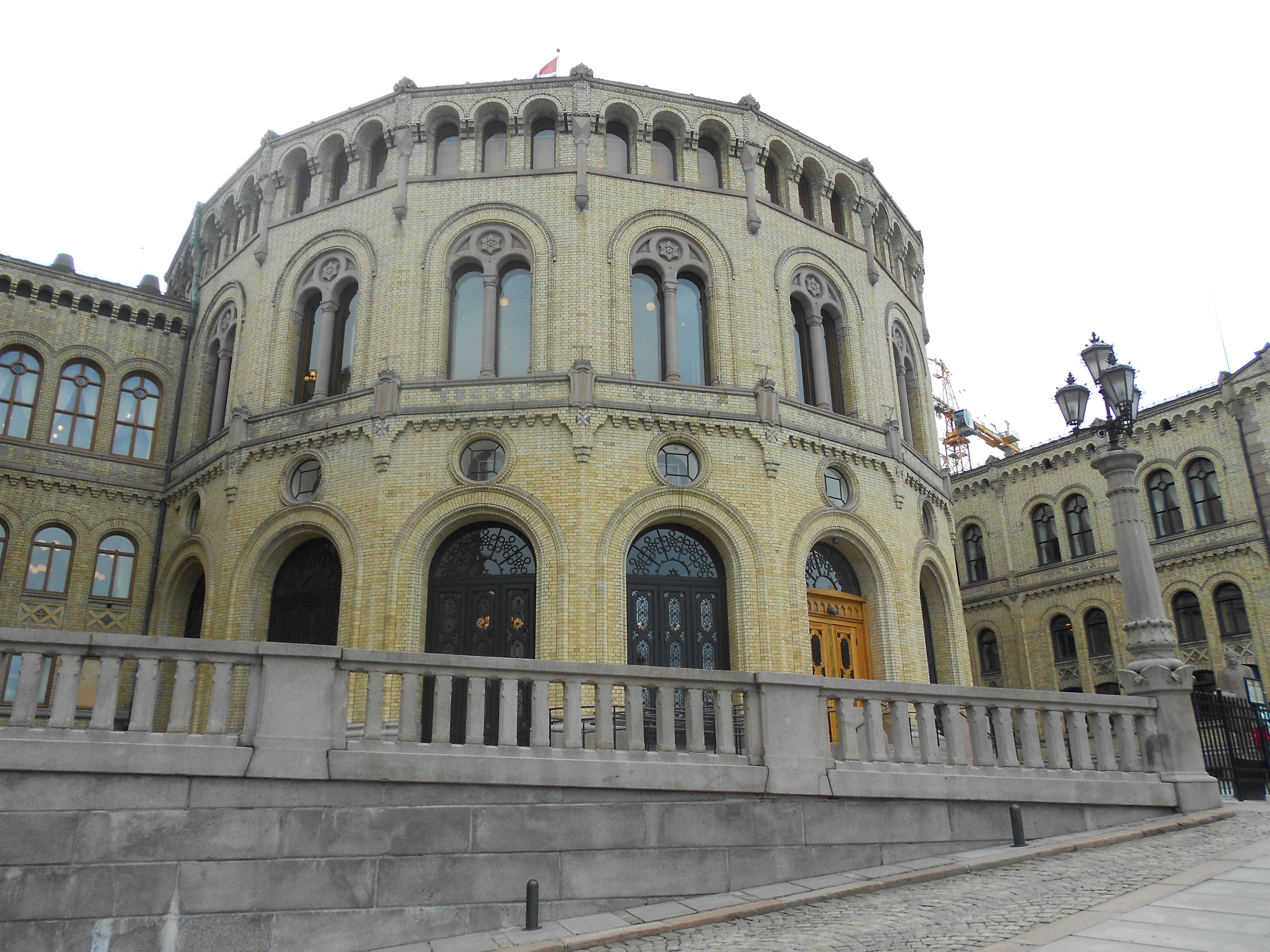
Центральна частина парламентської будівлі (фото 2016 року)

Спочатку будівля була занадто великою для потреб законодавчого органу, тож тут розмістилися Управління Генерального аудитора Норвегії, Національна архівна служба, органи картографії та кадастру. Після розширення парламенту ці органи були переміщені.

## Розташування
Будівля розташована на центральній вулиці норвезької столиці – вулиці Карла Юхана, на яку виходить північна її стіна. Головний фасад будівлі виходить на площу Ейдсволл плас та спрямований на північний захід у бік Королівського палацу, відстань до якого від парламенту не більше 1 км. На півдні будівля парламенту межує з площею Вессельс плас та вулицею Стортінгсгатен. Тильна стіна (східний фасад) будівлі межує з вулицею Акерсгатен.

## Архітектура
Будівля побудована з жовто-сірої цегли, зі світло-сірим гранітним цоколем. Архітектура — поєднання кількох стилів. Поєднання архітектури Лангле (неороманський стиль) та Холтера (функціоналізм) в дизайні будівлі дає підстави говорити про еклектичний характер архітектурного стилю споруди.